# 11085 Isala
11085 Isala este un asteroid din centura principală de asteroizi.

## Descriere
11085 Isala este un asteroid din centura principală de asteroizi. A fost descoperit pe 17 septembrie 1993 la Observatorul La Silla de Eric Walter Elst. El prezintă o orbită caracterizată de o semiaxă mare de 2,40 ua, o excentricitate de 0,15 și o înclinație de 1,4° în raport cu ecliptica.